# Parajapygidae
Parajapygidae  (лат.) — семейство двухвосток (Diplura). Крыльев и глаз нет. Ротовой аппарат грызущий, полностью погружён в головную капсулу. Трихоботрии на усиках отсутствуют. Церки несегментированные, клещевидные.

## Систематика
Около 60 видов и 4 или 3 рода (с учётом синонимии таксона Grassjapyx с родом Parajapyx).
- Ectasjapyx Silvestri, 1929
- Miojapyx Ewing, 1941
- Grassjapyx Silvestri, 1903
- Parajapyx Silvestri, 1903